# Karl Andrássy de Szent Király
Karl Andrássy de Szent Király (Rožňava, °1723 -  comitaat Gömör és Kis-Hont,  † 1782) was een keizerlijke generaal-majoor.

## Biografie
Karl Andrássy de Szent Király zag het levenslicht in Rožňava: een stad die destijds een thuishaven was van de adellijke familie Andrássy. Deze stad maakte indertijd deel uit van Opper-Hongarije en is thans Slowaaks grondgebied.
Vanaf 1743 was Karl Andrássy luitenant in het huzarenregiment Graaf Nádasdy, waarin hij bevorderd werd:
- in 1749 tot kapitein, en
- in 1754 tot luitenant-kolonel.

Hij vocht met zijn regiment in de Zevenjarige Oorlog en onderscheidde zich in de veldslagen van Kolin, Leuthen en Breslau. Hiervoor werd hij in 1758 bevorderd tot kolonel en kreeg hij volledig het bevel over zijn regiment.
Op 21 mei 1759 leidde hij zijn gevechtseenheid met succes in de veldslagen bij Lubawka en Kunersdorf. In juni van het volgende jaar was hij met zijn manschappen aan het front in de buurt van Landshut. Door de Oostenrijkse overwinning slaagde men erin de Pruisische generaal Heinrich August de la Motte Fouqué (Den Haag, ° 4 februari 1698 - Brandenburg an der Havel, † 3 mei 1774) gevangen te nemen. Bovendien lukte het Karl Andrássy -als aanvoerder van zijn regiment- om een vijandelijk plein op te blazen, een standaard en twee kanonnen te veroveren en ongeveer 500 krijgsgevangenen te maken.
Andrássy stond in 1761 ook aan het hoofd van zijn detachement in de slag bij Burkersdorf, waarbij de Oostenrijkse troepen zware verliezen leden.
Op 16 augustus 1763 liet hij zich opnieuw opmerken in de slag bij Reichenbach. Enkele jaren later, 1766, werd hij bevorderd tot generaal-majoor. Wegens zijn verdiensten werd hij in 1780 verheven in de adelstand met de titel van "Graaf".